# Bufo-barrado
Bufo-barrado (Bubo shelleyi) é uma espécie de ave estrigiforme pertencente à família Strigidae.